# Ármin
Az Ármin férfinév valójában Arminiusnak, a cheruskok fejedelmének nevéből ered. Jelentése: hadi férfi.[forrás?] Női párja: Ármina.

Lehet azonban görög eredetű is, ekkor jelentése: örmény

## Gyakorisága
Az 1990-es években igen ritka név volt, a 2000-es években a 65-84. leggyakoribb férfinév.

## Névnapok
- április 7.[2]
- május 10.[2]
- június 2.[2]
- december 28.[2]

## Híres Árminok
- Balassa Ármin ügyvéd, író, újságíró
- Vámbéry Ármin orientalista
- Ulbrich Ármin építészmérnök, a Keleti pályaudvar építésénél főmérnök
- Herz Ármin a Herz szalámi megalkotója